# Inosina

Estructura química de la inosina.

La inosina es un nucleósido intermediario de las rutas de síntesis de ácidos nucleicos que se forma cuando la hipoxantina se une a un anillo de ribosa (también conocido como ribofuranosa) a través de un enlace glucosídico β-N9.
A nivel industrial se produce principalmente para su adición a alimentos preparados, sopas de sobre etc., ya que tiene un efecto potenciador del sabor. También está presente en algunas cremas.
- Datos: Q422564
- Multimedia: Inosine / Q422564